# Hieronymus (III) Praetorius
Hieronymus (III) Praetorius född 22 november 1614 i Hamburg, död 25 november 1629 i Hamburg var en tysk kompositör och organist.
Praetorius var son till organisten och kompositören Jacob Praetorius den yngre. Sin utbildning tog han vid gymnasiet Gelehrtenschule des Johanneums i Hamburg, men dog endast 15 år gammal. I två minnesdikter (Leichengedichte) omtalas han som en så talangfull musiker att han blivit lovad den lediga organistposten i Sankt Peterskyrkan i Hamburg, efter farfadern med samma namn som dött ett år tidigare. 
Farfadern har tillägnats äran som upphovsman till orgelverket Magnificat | 1 Toni | Hieronymi | Prætorij fra Zellerfelder Orgeltabulatur Hieronymus (III), men Klaus Beckman tillskrev av stilkritiska grunder verket till barnbarnet. 